# Sagrat Cor
Il Tempio Espiatorio del Sacro Cuore, in catalano Temple Expiatori del Sagrat Cor, spesso abbreviato in Sagrat Cor, in spagnolo Templo Expiatorio del Sagrado Corazón de Jesús, è una chiesa cattolica e una basilica minore situata sulla sommità del monte Tibidabo a Barcellona. L'edificio è opera dell'architetto spagnolo Enric Sagnier e fu completato dal figlio Josep Maria Sagnier i Vidal. La costruzione della chiesa, dedicata al Sacro Cuore di Gesù, durò dal 1902 al 1961.

## Storia

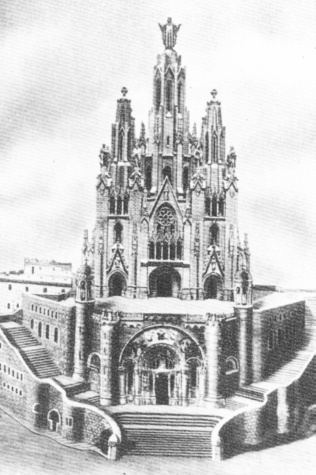
Un modello della chiesa

L'idea di costruire una chiesa cattolica sulla sommità del Monte Tibidabo è emersa alla fine del XIX secolo tra le voci sulla costruzione di una chiesa protestante e di un hotel-casinò in quel luogo. Questo spinse un "Consiglio di Cavalieri Cattolici" ad acquisire la proprietà del campo e darla a San Giovanni Bosco nel 1886, quando era in visita a Barcellona su invito di Dorotea de Chopitea, grande patrona e promotrice del progetto. Da qui nacque l'idea di un edificio dedicato al Sacro Cuore di Gesù, dedica molto in voga all'epoca grazie all'impulso dato da Papa Leone XIII, e in linea con la chiesa costruita a Roma dallo stesso Bosco (Sacro Cuore di Gesù a Castro Pretorio) e il famoso Sacré-Cœur di Parigi.
Nel 1886 fu costruito un eremo neogotico e due anni dopo, per l'Esposizione Universale, fu urbanizzata la strada Vallvidrera e accanto all'eremo fu costruito un padiglione di ispirazione mudéjar che fungeva da punto di osservazione (per la città sottostante). Tuttavia, il progetto per la costruzione della chiesa ha subito un notevole ritardo principalmente a causa dello sviluppo di un nuovo progetto per la costruzione di un osservatorio astronomico sulla sommità del Tibidabo, che è stato infine costruito su una collina vicina (Osservatorio Fabra). Infine, il 28 dicembre 1902, la prima pietra fu posta in una cerimonia presieduta dal vescovo di Barcellona, Salvador Casañas i Pagès.
La cripta fu costruita tra il 1903 e il 1911 e la chiesa principale tra il 1915 e il 1951. La chiesa fu consacrata dal vescovo Gregorio Modrego Casaus durante il 35º Congresso Eucaristico tenutosi a Barcellona nel 1952. Le torri furono completate in seguito e i lavori terminarono ufficialmente nel 1961. Il 29 ottobre 1961 la chiesa ricevette da Papa Giovanni XXIII il titolo di basilica minore.

## Descrizione

### Esterno

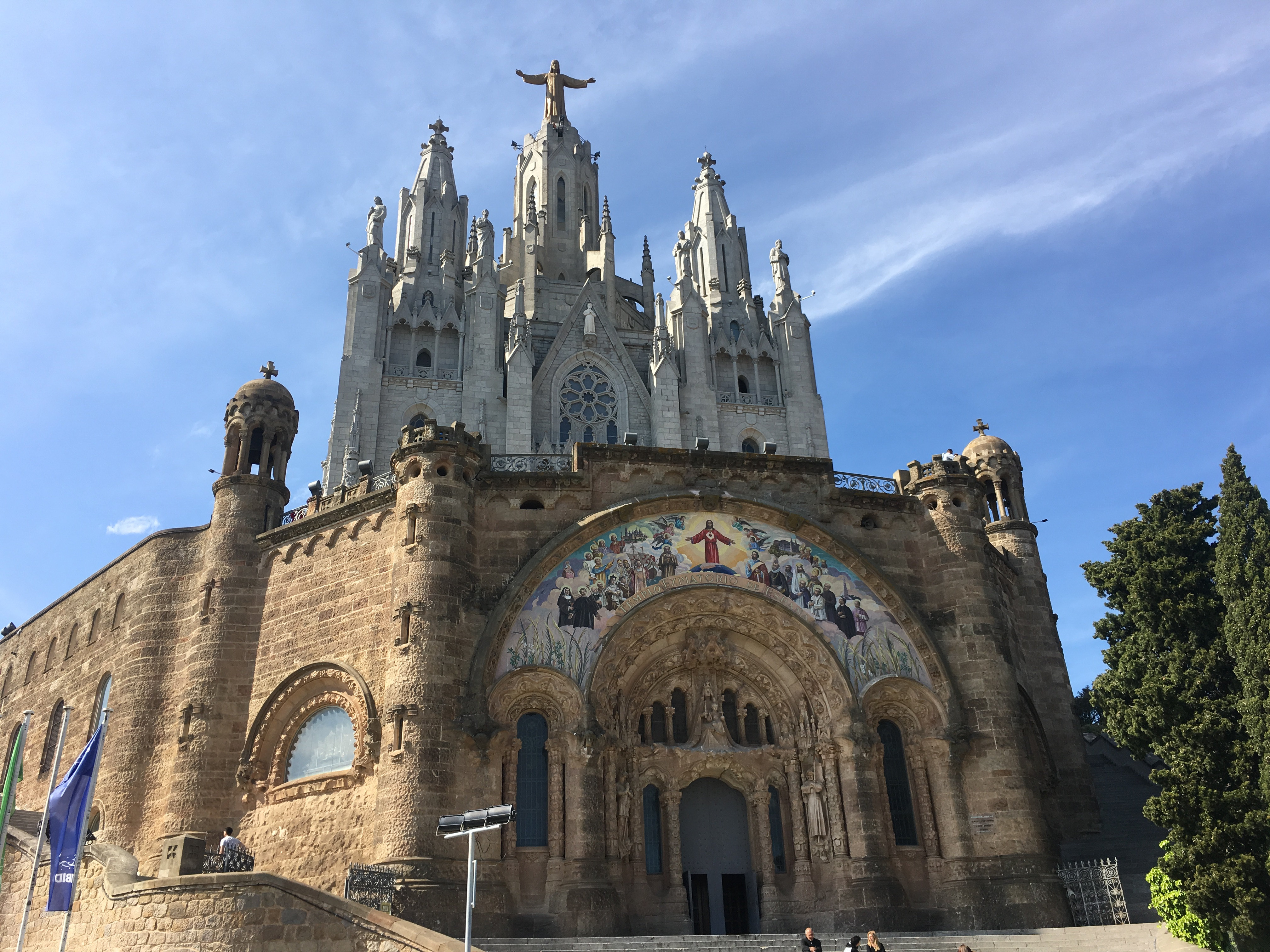
Facciata della cripta

L'aspetto esterno della chiesa è quello di una fortezza romanica in pietra di Montjuïc (la cripta), sormontata da una chiesa neogotica monumentale a cui si accede da due grandi scalinate esterne. La chiesa superiore ha un piano centrale con cupola ottagonale su otto colonne La cupola è coronata da un'immagine del Sacro Cuore; l'opera originale era di Frederic Marès (distrutta nel 1936) e sostituita nel 1950 con un'altra di Josep Miret.
La chiesa superiore è quadrata con tre absidi, una grande torre centrale e quattro torri inferiori che segnano i quattro angoli del quadrato e le statue dei Dodici Apostoli scolpite da Josep Miret. La facciata principale ha tre sezioni, quella centrale più ampia, presieduta dalla figura dell'Arcangelo Michele nell'arco dell'ingresso principale, e da Giovanni Bosco nel frontone soprastante. Sulla porta di sinistra c'è la statua di Teresa d'Avila e sulla destra, Marguerite Marie Alacoque Sopra la porta c'è una galleria aperta di archi con trafori.
La facciata della cripta presenta un timpano riccamente decorato con sculture di Alfons Juyol i Bach su disegno di Eusebi Arnau. Le sculture rappresentano la Vergine della Misericordia, San Giorgio e San Giacomo, rispettivamente i santi patroni di Barcellona, Catalogna e Spagna. La facciata della cripta è costituita da tre archi semicircolari su colonne, inseriti sotto un arco semicircolare più ampio, originariamente decorato con un mosaico della Santissima Trinità di Daniel Zuloaga (distrutto nel 1936). Nel 1955 fu ridecorato dall'Officina Bru di Barcellona; l'opera raffigura un'allegoria della devozione della Spagna, rappresentata dai suoi santi patroni.

### Interno

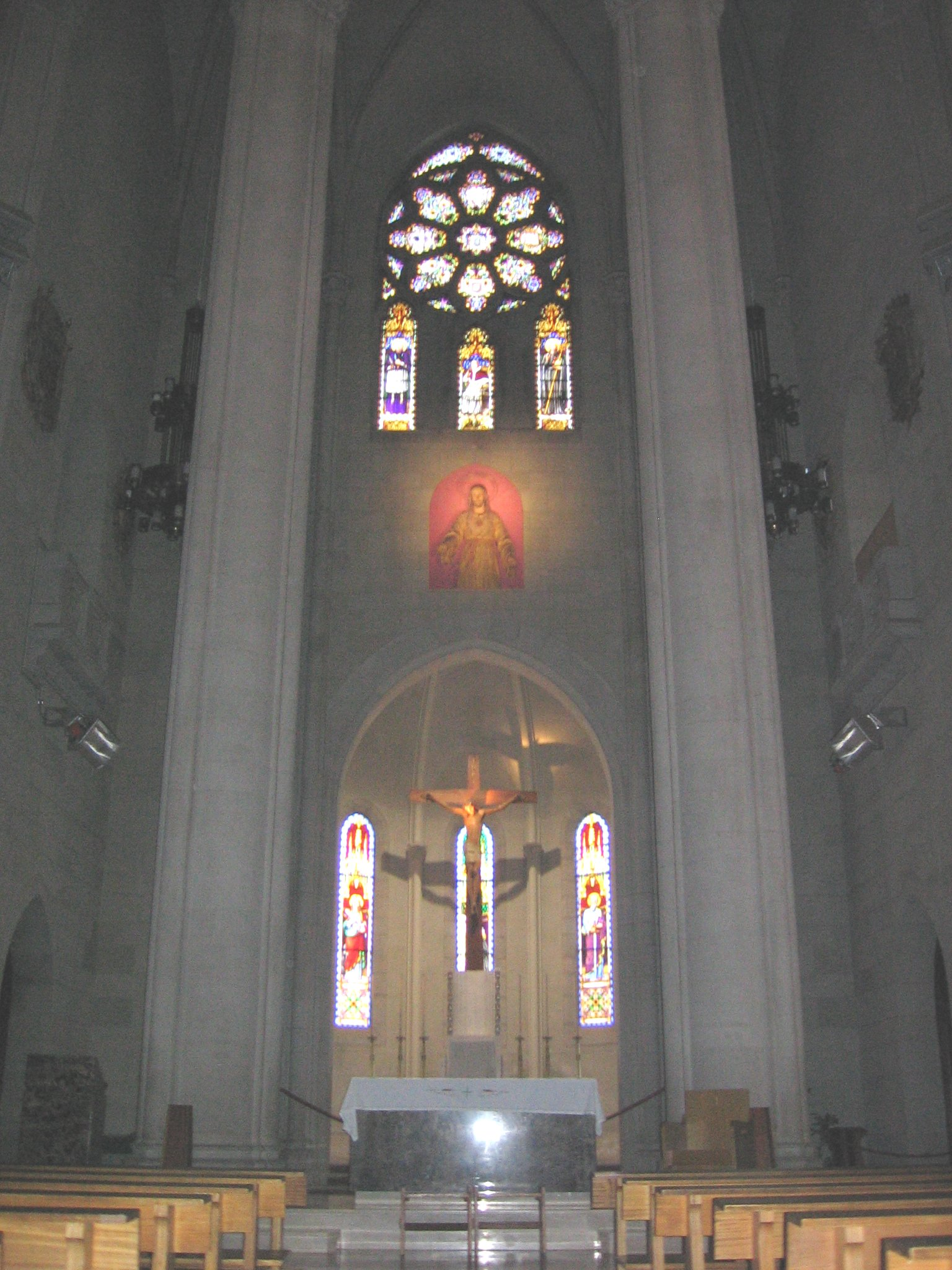
L'interno del tempio

L'interno è articolato in una navata e due navate laterali con absidi semicircolari, con vetrate colorate e quattro rosoni sulle facciate. Nell'altare maggiore si trova il grande crocifisso, opera di Joan Puigdollers. Le finestre del presbiterio sono dedicate a Pio X, Giovanni Evangelista, Margherita Maria Alacoque, Paolo Apostolo e Giovanni Bosco. L'altare sinistro ha cinque vetrate dedicate a varie devozioni mariane: la Vergine di Antipolo (Filippine), Nostra Signora di Luján (Argentina), l'Assunzione di Maria, Nostra Signora di Guadalupe (Messico) e Nostra Signora della Carità del Cobre (Cuba). L'altare destro è presieduto da Gesù Risorto, opera di Joan Puigdollers, e le sue vetrate sono dedicate alle devozioni mariane spagnole: la Vergine dell'Almudena (Madrid), la Vergine di Nuria (Catalogna), Nostra Signora della Speranza, Vergine degli Abbandonati (Valencia) e Nostra Signora di Begoña (Paesi Baschi).
Le finestre delle quattro torri contengono la frase latina tibi dabo ("Io darò a te"), il nome della montagna A livello del coro ci sono i santi fondatori: Marcellin Champagnat e Jean-Baptiste de La Salle su entrambi i lati del presbiterio, e Anthony Mary Claret, Joseph Calasanctius, John Bosco e Maria Domenica Mazzarello accanto alla facciata principale. Le finestre delle quattro facciate sono dedicate a Francesco di Sales, Pio XI, Ignazio di Loyola, Francisco Javier, Pio IX, Rosa da Lima, Leone XIII e Pio XII Le otto vetrate della cupola raffigurano scene della vita di Gesù.

### Statua di Gesù

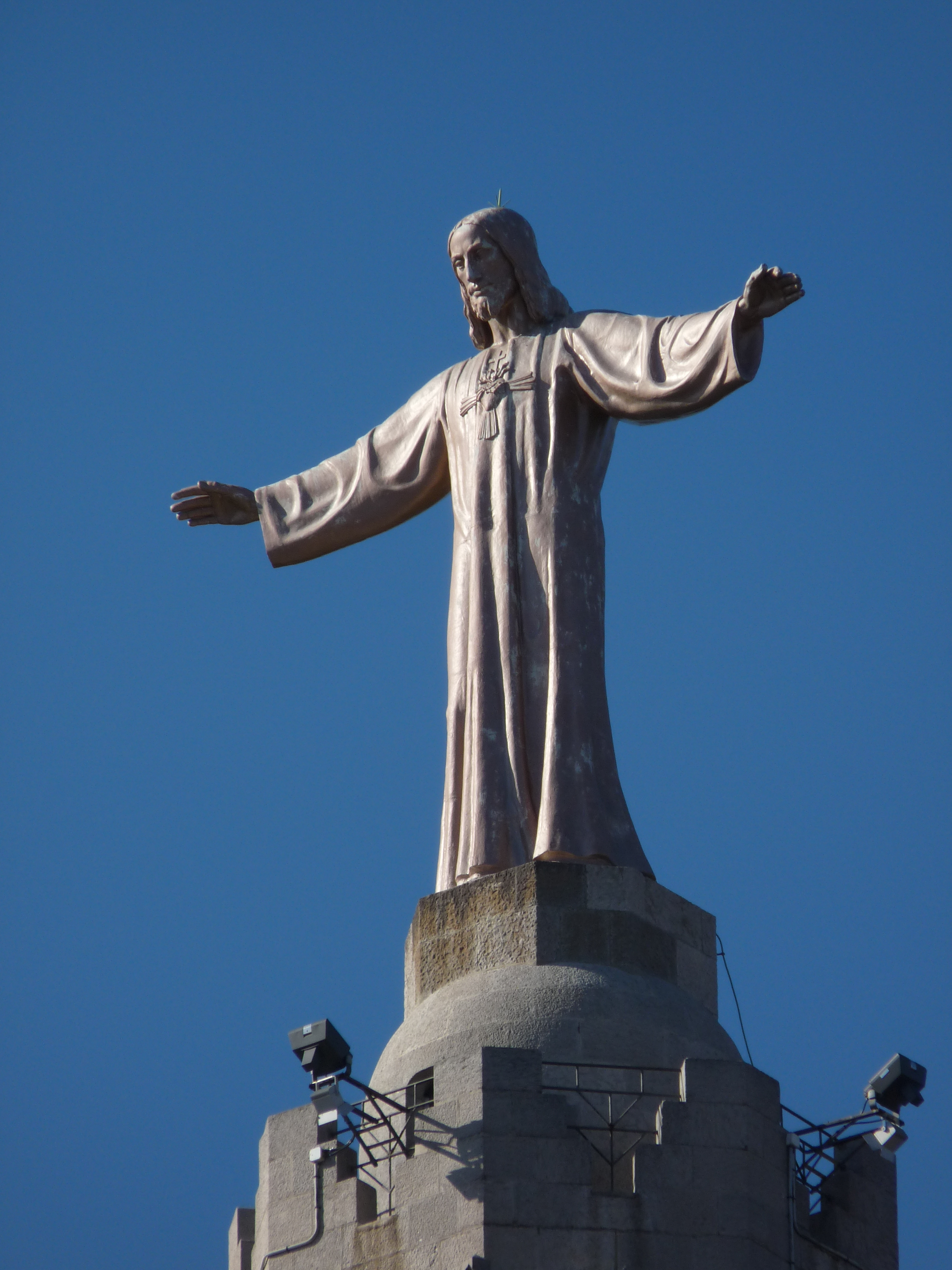
Statua di Gesù sulla sommità del Sagrat Cor

La chiesa è coronata dall'enorme statua in bronzo del Sacro Cuore realizzata da Josep Miret nel 1950. Ha sostituito l'originale di Frederic Marès, realizzata nel 1935 e distrutta l'anno successivo all'inizio della guerra civile spagnola. L'ascesa dalla cripta, passando per la chiesa e terminando alla scultura, riflette l'ascesa e la purificazione della condizione umana mediante il sacrificio e l'espiazione.

### Cripta
La cripta è stata progettata in stile neo-bizantino, combinando elementi gotici e classici e decorazioni vicine al Modernismo. Lo spazio della cripta è costituito da cinque navate separate da colonne, di cui quella centrale più ampia, tutte con absidi semicircolari. Le pareti e le volte sono rivestite di alabastro o decorate con mosaici, con scene relative alle dediche degli altari: Maria Ausiliatrice, Sant'Antonio da Padova, il Santissimo Sacramento, San Giuseppe e la Vergine di Montserrat.

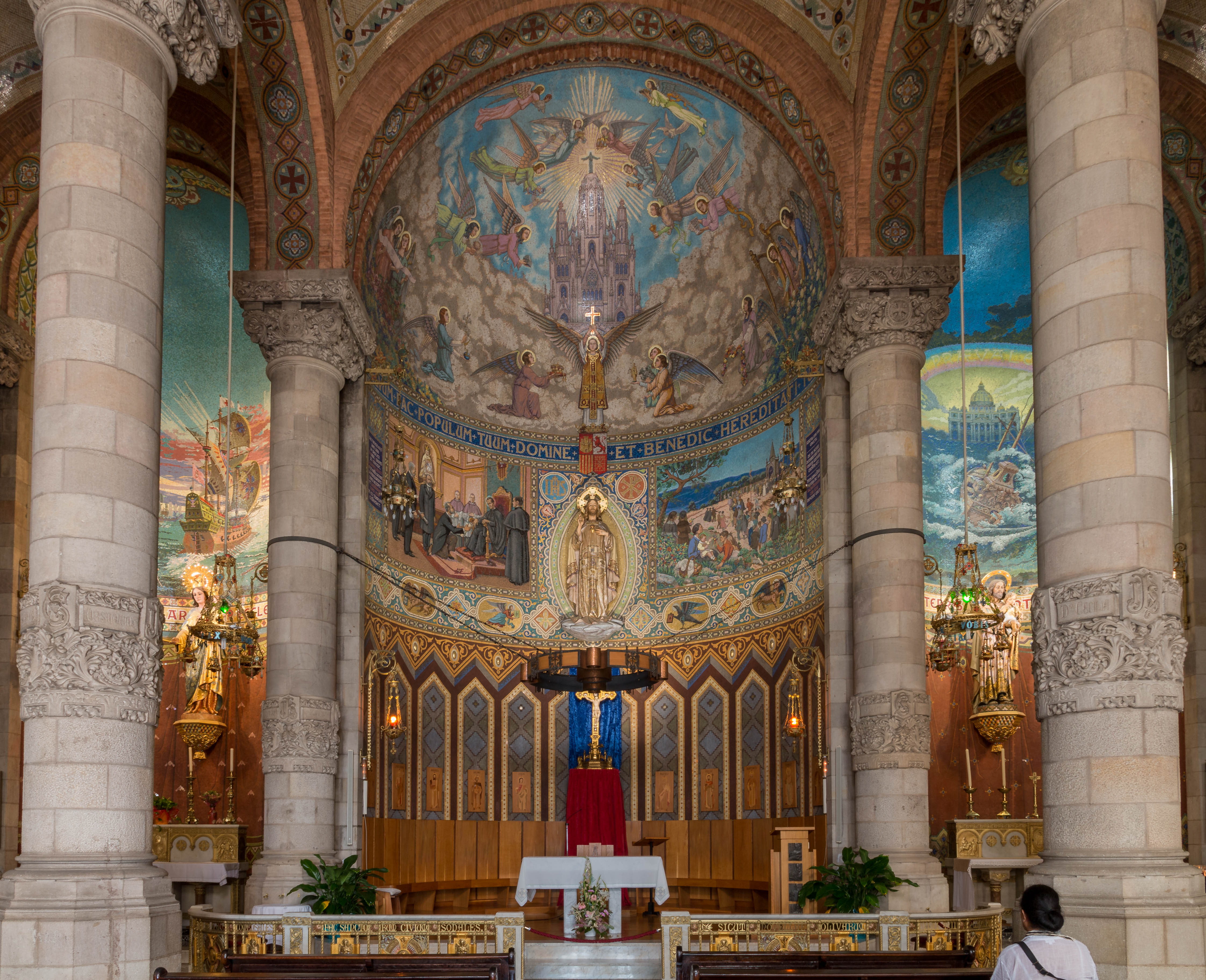
All'interno della cripta

L'alabastro policroma è utilizzato anche per la Via Crucis (Via Crucis) scolpita da Josep Miret. Le finestre che portano la luce naturale all'interno sono completate da vetrate con i seguenti temi: le più grandi nell'arco, negli angoli, rappresentano l'aspetto della Madonna del Pilar e la conversione del re Reccared I al cattolicesimo; San Ferdinando e Sant'Ermena sono rappresentati nelle due grandi finestre verticali; e quelli piccoli situati sopra la porta sono dedicati a Gioacchino, Isidoro il Contadino, Sant'Antonio e Santa Elisabetta del Portogallo.
Dalla cripta si accede ad una cappella dedicata all'Adorazione Perpetua, scavata nella montagna alla fine degli anni Quaranta, costituita da tre navate divise da colonne. L'interno è decorato con marmi, mosaici sul pavimento e dipinti di Miquel Farré i Albagés nelle volte, realizzati tra il 1947 e il 1949.
All'esterno della cripta, su entrambi i lati della porta principale, ci sono due scale che conducono al livello del tempio stesso.